# 효사각
효사각은 대한민국 대구광역시 북구 노원동1가에 있다.

## 개요
고종29년 고종황제께서 권하규의 효행을 기리기 위해 세운 비각이다.